# Metopomyia atropunctipes
Metopomyia atropunctipes är en tvåvingeart som beskrevs av Malloch 1922. Metopomyia atropunctipes ingår i släktet Metopomyia och familjen husflugor. Inga underarter finns listade i Catalogue of Life.